# 泰瑞·萊恩 (作家)
泰瑞·「塔夫」·萊恩（英語：Terry "Tuff" Ryan，1946年7月14日—2007年5月16日）是一名美國作家，成長於俄亥俄州迪法恩斯，並在加州舊金山度過成年生活。她知名於她撰寫的回憶錄《十全主婦》，於2001年出版，並在2005年改編為同名電影。
她是里歐·萊恩（暱稱凱利）和愛芙琳·萊恩十個小孩中的第六個。《十全主婦》是一本關於她家族生活的回憶錄，特別是她的母親，一個1950年代的家庭主婦，如何透過在比賽中得獎來維持一個有十個小孩的家庭的日常所需。這本書由夢工廠獲得改編版權，由茱莉安·摩爾（飾演愛芙琳·萊恩）和伍迪·哈里遜（飾演凱利·萊恩）主演的電影版最終在2005年11月發行。以珍·安德森擔任導演及編劇，泰瑞·萊恩則擔任電影顧問。
泰瑞與漫畫家西爾維婭·莫利克，共同創作長期在舊金山紀事報上連載的漫畫《T. O. Sylvester》。2004年情人节時，她與她的長期伴侶帕特·霍爾特結婚，並由舊金山市長葛文·紐森擔任證婚人。她婚禮的紀錄《We Do!》由Chronicle Books發行。
她畢業於鮑林格林州立大學。
2004年時，在電影《十全主婦》拍攝完畢後，泰瑞被診斷出肺癌第四期且已經擴散到腦部。2007年5月16日，泰瑞在她加州舊金山的家因為癌症逝世。